# Biotopo Lago di Favogna
Biotopo Lago di Favogna este o arie protejată (arie specială de conservare — SAC, sit de importanță comunitară — SCI) din Italia întinsă pe o suprafață de 9,69 ha, integral pe uscat.

## Localizare
Centrul sitului Biotopo Lago di Favogna este situat la coordonatele 46°16′30″N 11°11′08″E / 46.275°N 11.1856°E.

## Înființare
Situl Biotopo Lago di Favogna a fost declarat sit de importanță comunitară în septembrie 1995 pentru a proteja 5 specii de animale. Situl a fost protejat și ca arie specială de conservare în noiembrie 2016.

## Biodiversitate
Situată în ecoregiunea alpină, aria protejată conține 3 habitate naturale: Lacuri și iazuri distrofice naturale, Pajiști cu Molinia pe soluri calcaroase, turboase sau argilos-nămoloase (Molinion caeruleae), Mlaștini alcaline.
La baza desemnării sitului se află mai multe specii protejate:
- păsări (4): prepeliță (Coturnix coturnix), ciocănitoare neagră (Dryocopus martius), sfrâncioc roșiatic (Lanius collurio), viespar (Pernis apivorus)
- nevertebrate (1): Austropotamobius pallipes

Pe lângă speciile protejate, pe teritoriul sitului au mai fost identificate 20 de specii de plante, 1 specie de păsări, 1 specie de amfibieni, 1 specie de mamifere, 2 specii de reptile.